# 逃出大英博物馆
《逃出大英博物馆》是2023年的中国大陆原创网络短剧，由抖音博主夏天妹妹（本名杨茜云）和煎饼果仔（本名张家俊）执导并主演。片中描述了中国记者张永安在英国偶然遇到了从大英博物馆逃出的女孩小玉壶，之后将其带回中国的故事。
《逃出大英博物馆》的全片共3集，2023年8月30日首播，同年9月5日完结。

## 角色介绍
张永安（煎饼果仔 饰）
一名居住在英国的中国记者，名字来源于大英博物馆收藏的题有“家国永安”的北宋磁州窑瓷枕。
小玉壶（夏天妹妹 饰）
身穿绿色齐胸襦裙、头上插着玉簪的女孩，为了逃离大英博物馆而化成人形。原型为中华缠枝纹薄胎玉壶。

## 反响
2023年8月，《逃出大英博物馆》正片还未上映时，其预告片的观看次数已达到300多万播放量。

## 争议
2024年4月6日，《逃出大英博物馆》的执导兼主演煎饼果仔、夏天妹妹分别发出声明称，有人在未经过他们授权的情况下使用片中台词和素材在多地举办同名展览，地点涉及武汉市、广州市、南京市和杭州市。次日，新浪微博热搜话题“逃出大英博物馆主创发声明维权”冲上第8位，浏览量超过8600万。同时，《逃出大英博物馆》的侵权展览在抖音上有多个门票销售链接，但仅仅一小时过后，这些链接全部下架，无法查询。